# Canton de Grisolles
Le canton de Grisolles est un ancien canton français du département de Tarn-et-Garonne.

## Communes
Le canton de Grisolles comprenait les 11 communes et comptait 17 147 habitants (population municipale) au 1er janvier 2010.
| Nom                    | Code Insee | Intercommunalité             | Superficie (km2) | Population (dernière pop. légale) | Densité (hab./km2) |
| ---------------------- | ---------- | ---------------------------- | ---------------- | --------------------------------- | ------------------ |
| Canals                 | 82028      | CC Grand Sud Tarn-et-Garonne | 7,35             | 747 (2014)                        | 102                |
| Bessens                | 82017      | CC Grand Sud Tarn-et-Garonne | 9,27             | 1 466 (2014)                      | 158                |
| Campsas                | 82027      | CC Grand Sud Tarn-et-Garonne | 15,01            | 1 312 (2014)                      | 87                 |
| Dieupentale            | 82048      | CC Grand Sud Tarn-et-Garonne | 6,14             | 1 599 (2014)                      | 260                |
| Fabas                  | 82057      | CC Grand Sud Tarn-et-Garonne | 6,30             | 577 (2014)                        | 92                 |
| Grisolles              | 82075      | CC Grand Sud Tarn-et-Garonne | 17,60            | 3 925 (2014)                      | 223                |
| Labastide-Saint-Pierre | 82079      | CC Grand Sud Tarn-et-Garonne | 20,64            | 3 646 (2014)                      | 177                |
| Monbéqui               | 82114      | CC Grand Sud Tarn-et-Garonne | 6,78             | 617 (2014)                        | 91                 |
| Nohic                  | 82135      | CC Grand Sud Tarn-et-Garonne | 12,61            | 1 300 (2014)                      | 103                |
| Pompignan              | 82142      | CC Grand Sud Tarn-et-Garonne | 12,17            | 1 435 (2014)                      | 118                |
| Orgueil                | 82136      | CC Grand Sud Tarn-et-Garonne | 14,03            | 1 616 (2014)                      | 115                |

## Représentation

### Conseillers généraux de 1833 à 2015
| Période | Période      | Identité                      | Étiquette     | Qualité |
| ------- | ------------ | ----------------------------- | ------------- | --- |
| 1833    | 1848         | Isidore Constans aîné         |               | Avoué, ancien maire de Castel-Sarrasin                                                                                       |
| 1848    | 1870         | Jean-Jacques Guilhemot-Barrès |               | Maire de Nohic (1842-1868)                                                                                                   |
| 1870    | 1880         | Bernard Géraud Seignouret     | Droite        | Maire de Grisolles (1854-1870 et 1871-1878)                                                                                  |
| 1880    | 1910         | Jacques Hébrard               | Républicain   | Journaliste Sénateur des Etablissements Français de l'Inde (1882-1891) Sénateur de Corse (1894-1903)                         |
| 1910    | 1919         | Pierre Clamens                | Républicain   | Maire de Nohic (1908-1919)                                                                                                   |
| 1919    | 1934         | Auguste Puis                  | Rad.          | Docteur en droit Député (1919-1927) Sénateur (1927-1934) Maire de Dieupentale (1919-1935) Sous-secrétaire d'Etat (1921-1922) |
| 1934    | 1940         | Joseph Marceillac             | Rad.          | Propriétaire, maire de Grisolles                                                                                             |
|         |              |                               |               | |
| 1945    | 1961         | Joseph Marceillac             | Rad.          | Cultivateur Maire de Grisolles (1929-1959), ancien conseiller d'arrondissement                                               |
| 1961    | 1973         | Jean Lacaze                   | Rad. puis MRG | Pharmacien Sénateur (1952-1975) Maire de Grisolles (1959-1975)                                                               |
| 1973    | 1984 (décès) | Pierre Tajan                  | MRG           | Agriculteur Sénateur (1975-1984) Maire de Fabas (1953-1984)                                                                  |
| 1984    | 2004         | Jean-Claude Arbeau            | PRG           | Chef d'entreprise viticole Maire de Labastide-Saint-Pierre (1983-2001)                                                       |
| 2004    | 2011         | Jean-Marc Parienté            | PS puis DVG   | Médecin généraliste Maire de Labastide-Saint-Pierre (2001-2008)                                                              |
| 2011    | 2015         | Patrick Marty                 | PS            | Retraité Maire de Grisolles (2008-2020)                                                                                      |

### Conseillers d'arrondissement (de 1833 à 1940)
Le canton de Grisolles appartenait à l'arrondissement de Castelsarrasin jusqu'en 1926.
| Période                                  | Période | Identité                | Étiquette                | Qualité |
| ---------------------------------------- | ------- | ----------------------- | ------------------------ | --- |
| 1833                                     | 1848    | Pierre François Faugère |                          | Maire de Grisolles (1822-1830 et 1847-1850)                                                                 |
|                                          |         |                         |                          | |
| 1889                                     | 1895    | Bernard Marceillac      | Républicain              | Maire de Grisolles (1888-1903)                                                                              |
| 1895                                     | 1901    | Clément Anglade         | Républicain progressiste | Propriétaire, agriculteur, viticulteur                                                                      |
| 1901                                     | 1907    | M. Sancé                | Républicain radical      | |
| 1907                                     | 1919    | Jean Sajous             | Républicain libéral      | Propriétaire à Grisolles                                                                                    |
| 1919                                     | 1925    | M. Vayssière            |                          | |
| 1925                                     | 1931    | Armand Vernhes          | Radical                  | Maire de Grisolles (1919-1929)                                                                              |
| 1931                                     | 1934    | Joseph Marceillac       | Radical                  | Agriculteur, maire de Grisolles (1929-1959)                                                                 |
| 1934                                     | 1940    | Guillaume Clamens       | Radical                  | Maire de Nohic (1925-1972)                                                                                  |
| 1940                                     |         |                         |                          | Les conseils d'arrondissement ont été suspendus par la loi du 12 octobre 1940 et n'ont jamais été réactivés |
| Les données manquantes sont à compléter. |         |                         |                          | |

## Démographie
| 1962  | 1968  | 1975  | 1982  | 1990   | 1999   | 2006   | 2011   | 2012   |
| ----- | ----- | ----- | ----- | ------ | ------ | ------ | ------ | ------ |
| 6 959 | 7 504 | 8 547 | 9 723 | 10 954 | 12 407 | 14 907 | 17 541 | 17 842 |